# Лястовичо-опашата каня
Лястовичо-опашата каня (Elanoides forficatus) е вид птица от семейство Ястребови (Accipitridae), единствен представител на род Elanoides.

## Разпространение
Видът е разпространен в Антигуа и Барбуда, Аржентина, Американските Вирджински острови, Бахамските острови, Барбадос, Белиз, Боливия, Бразилия, Британските Вирджински острови, Венецуела, Гренада, Гваделупа, Гватемала, Гвиана, Доминика, Доминиканската република, Еквадор, Кайманови острови, Колумбия, Коста Рика, Куба, Мартиника, Мексико, Монсерат, Никарагуа, Панама, Парагвай, Перу, Пуерто Рико, Салвадор, Суринам, САЩ, Тринидад и Тобаго, Търкс и Кайкос, Френска Гвиана, Хаити, Хондурас и Ямайка.